# Síndrome de biberón

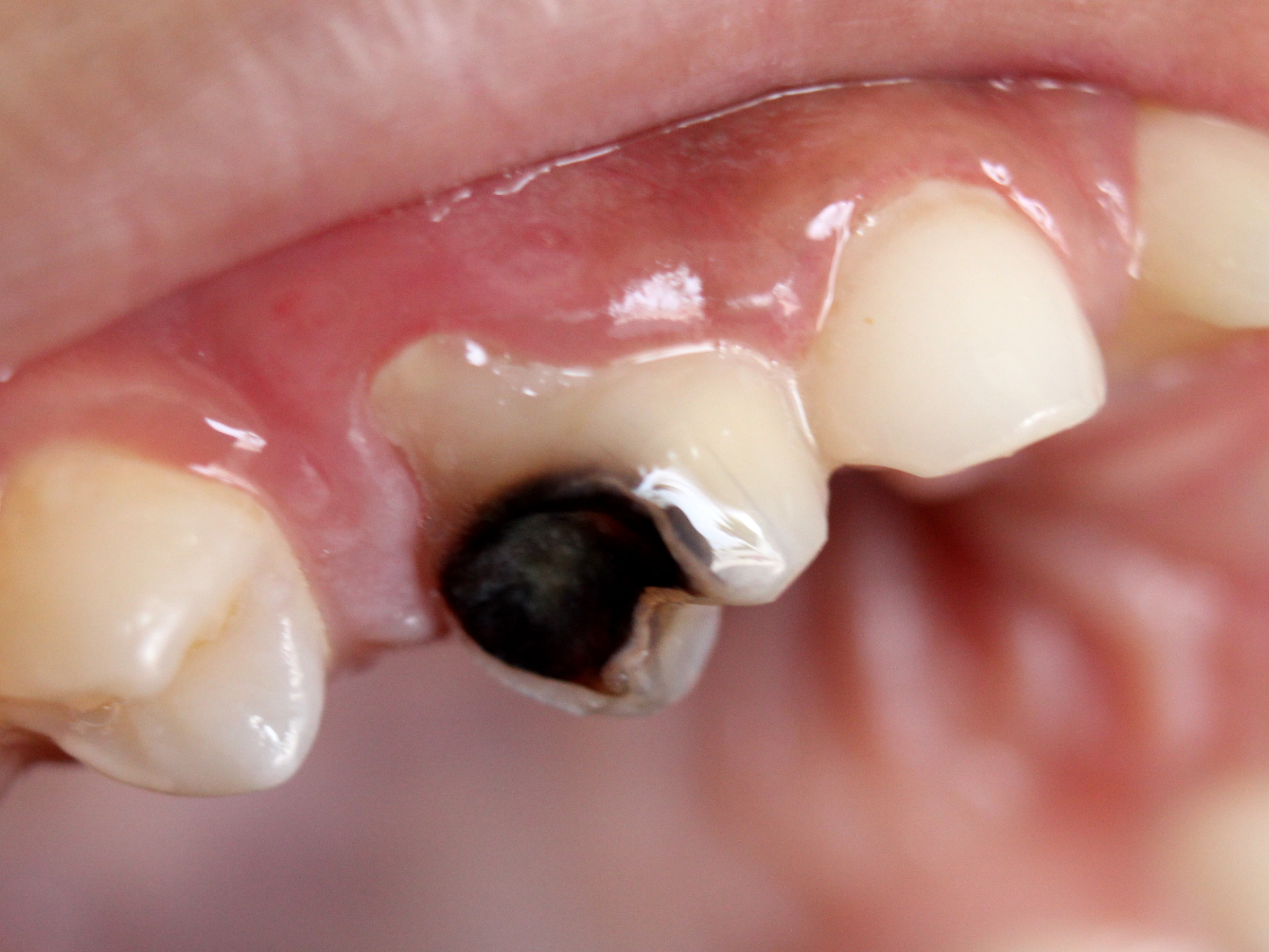
Esta es una caries dentro de un diente de un niño de 10 años de la India.

La caries de biberón en odontología es la caries dental de edad temprana conocida como síndrome del biberón. Suele producirse en dientes superiores anteriores pero también puede afectar a otros. Se relaciona con la secuencia de erupción y se desarrolla en superficies lisas con un rápido progreso. El factor común que puede provocarlo es la ingesta de bebidas con alto contenido de azúcar. Otros factores son acostar al bebé con biberón por largo tiempo y el chupón. La caries es una enfermedad que se puede transmitir mediante la saliva (ej: madre que lleva la cuchara del bebé a la boca). Es importante que el niño reciba cantidad suficiente de flúor para su prevención.
- Caries agresiva que afecta a dientes anteriores superiores
- Después afecta a los dientes posteriores (superiores e inferiores)
- Caninos se ven menos afectados que primeros molares, debido a su erupción tardía
- Dientes anteriores inferiores no se ven afectados debido al flujo salival y a la posición de la lengua[3]

- En estados avanzados ocasiona procesos infecciosos, problemas estéticos y fonéticos y dificulta la masticación[4]

El síndrome del biberón se puede manifestar de forma grave, llevando a la destrucción completa de la corona dentaria. La sacarosa y la ausencia de higiene, facilitan la implantación de los microorganismos como los estreptococos. La infancia es una buena edad para educar y prevenir la caries dentaria, no solo en aspectos biológicos, sino también en hábitos de dieta e higiene, ya que son los que permanecen toda la vida, las orientaciones se deben realizar en periodo prenatal y en los primeros 6 meses de vida del niño. 
Algunas acciones educativas son
- Higiene bucal: adecuada y diariamente para controlar biofilm e incorporar hábitos
- Dieta: no prolongar el uso de biberón y no asociarlo al sueño, alimentos saludables bajos en sacarosa
- Flúor: uso de dentífricos (importante para la prevención) en menores de 24 meses debe ser bajo estricta indicación profesional
- Salud bucal de la familia: cuidados profesionales frecuentes. Para el bebé se puede utilizar gasa un poco húmeda o dedal de silicón. A los 14 meses (erupción del primer diente) corresponde a la introducción del uso del cepillo dental (cerdas suaves y pequeño)[5]

Se recomienda visitar al dentista antes del año de edad, ya que la ingesta de alimentos y bebidas azucaradas daña el esmalte de los dientes, causando desmineralización y cavidades. 
Cuidado de las encías del bebé 
- Después de cada comida cepillar las encías del bebé suavemente con agua, un limpiador de encías, paño suave o gasa
- No esperar tener higiene oral hasta la erupción del primer diente
- De las encías saludables nacen dientes sanos

Efectos del síndrome de biberón
- Pérdida del diente, este efecto ocurre cuando hay destrucción de la pulpa por microorganismos ante la falta de atención odontológica, se puede extender fuera de la raíz del diente, hacia el hueso[8][9]
- Apiñamiento de los dientes permanentes, por usar chupón después de los 3 años y tomar biberón durante mucho tiempo[10]
- Dolor, los ácidos de los microorganismos eliminan la primera capa del diente (esmalte), para después llegar a la segunda capa (dentina). Esta capa es más blanda que el esmalte y menos resistente al ácido, tiene pequeños tubos que comunican directamente con el nervio del diente y provocan sensibilidad y dolor[9]

Prevención del síndrome de biberón 
- No compartir saliva
- Limpiar encía con gasa húmeda
- Cepillar los dientes tan pronto empiecen a salir con pasta fluorada en baja concentración para evitar intoxicación, acercarse al odontólogo para adecuar la pasta a cada paciente

- 3 a 6 años supervisar el correcto cepillado de los dientes
- Evitar llenar el biberón con líquidos azucarados (jugo, refrescos, leche) •
- Supervisar que el bebé se termine el biberón, no dejar al bebé dormido con el biberón
- Utilizar chupón limpio libre de azúcar o miel
- Dar cantidad adecuada de flúor
- En caso de lactancia natural, tener higiene oral adecuada en el bebé
- Reconstrucción de dientes restaurables
- Extracción si es necesario

Modificación de la dieta 
- Frecuencia de ingesta es más importante que cantidad
- Evitar tentempiés entre comidas
- Evitar consumo frecuente de refrescos carbonatados
- Los dulces se deben de limitar a las comidas
- Evitar alimentos elevados de azúcares naturales